# Dent-Syndrom
Das Dent-Syndrom, auch Morbus Dent genannt, ist eine seltene angeborene Erkrankung der Nieren mit Funktionsstörung des Sammelsystems (proximale Tubuli) mit Nierensteinen und zunehmender Niereninsuffizienz.
Synonyme sind: Renales Fanconi-Syndrom mit Nephrokalzinose und Nierensteinen; X-chromosomal-rezessive Nephrolithiasis; Niedermolekulare Proteinurie mit Hyperkalziurie und Nephrokalzinose; Hypokalziurische hypophosphatämische, X-chromosomal-rezessive Rachitis.
Die Erstbeschreibung erfolgte durch Charles Enrique Dent und M. Friedman 1964.

## Vorkommen
Die Häufigkeit ist nicht bekannt, bislang wurde über etwa 250 Betroffene berichtet. Die Vererbung erfolgt X-chromosomal-rezessiv, zur Häufigkeit gibt es keine Angaben. Die Krankheit tritt in der Regel nur beim männlichen Geschlecht auf, beim weiblichen Geschlecht findet sich eine leichtere Ausprägung der Dent-Krankheit.

## Einteilung und Ursache
Je nach zugrunde liegender Mutation können folgende Typen unterschieden werden:
- Typ 1 (60 %, überwiegend renale Beteiligung), Mutationen im CLCN5-Gen auf dem X-Chromosom Genort p11.23, was zu einem Mangel an Protonen-Chlorid-Austauscher 5 führt.[4]
- Typ 2 (15 %, zusätzliche Veränderungen außerhalb der Nieren wie intellektuelle Beeinträchtigung, Muskelhypotonie und gering ausgeprägte Katarakt), Mutationen im OCRL-Gen an q26.1, welches für das Enzym Phosphatidylinositol-4,5-bisphosphat-5-Phosphatase (Inositol-Polyphosphat-5-Phosphatase) kodiert.[5] Mutationen in diesem Gen liegen auch dem Lowe-Syndrom zugrunde.

Eventuell sind noch weitere Gene beteiligt.

## Klinische Erscheinungen
Ein typischer Hinweis auf diese Krankheit ist eine Funktionsstörung der proximalen Tubuli mit Proteinurie, Hyperkalziurie, Nephrokalzinose und zunehmender Niereninsuffizienz. Es kann sich ein Fanconi-Syndrom entwickeln.
Als Komplikationen können Rachitis und Osteomalazie auftreten.

## Diagnostik
Die Kombination von niedrigmolekularer Proteinurie, Hyperkalziurie und von einem oder mehreren der folgenden Symptome: Nephrokalzinose, Nierensteine, Hämaturie, Hypophosphatämie oder Niereninsuffizienz führt zur klinischen Diagnose, der Mutationsnachweis dient der Sicherung.

## Differentialdiagnose
Differentialdiagnostisch sind das Okulo-zerebro-renale Syndrom Lowe sowie andere Ursachen einer  Funktionsstörung am proximalen Tubulus abzugrenzen wie das De-Toni-Fanconi-Syndrom oder das Donnai-Barrow-Syndrom.

## Therapie
Da eine kausale Behandlung nicht bekannt ist, können lediglich die Hyperkalziurie bekämpft und eine Nephrolithiasis sowie eine Rachitis vermieden werden. Bei fortgeschrittener Niereninsuffizienz wird die Nierendialyse eingesetzt.

## Prognose
Die Prognose wird als günstig angegeben. Bei 30–80 % der betroffenen Männer tritt zwischen dem 3. und 5. Lebensjahrzehnt das terminale Nierenversagen ein.